# Cementita

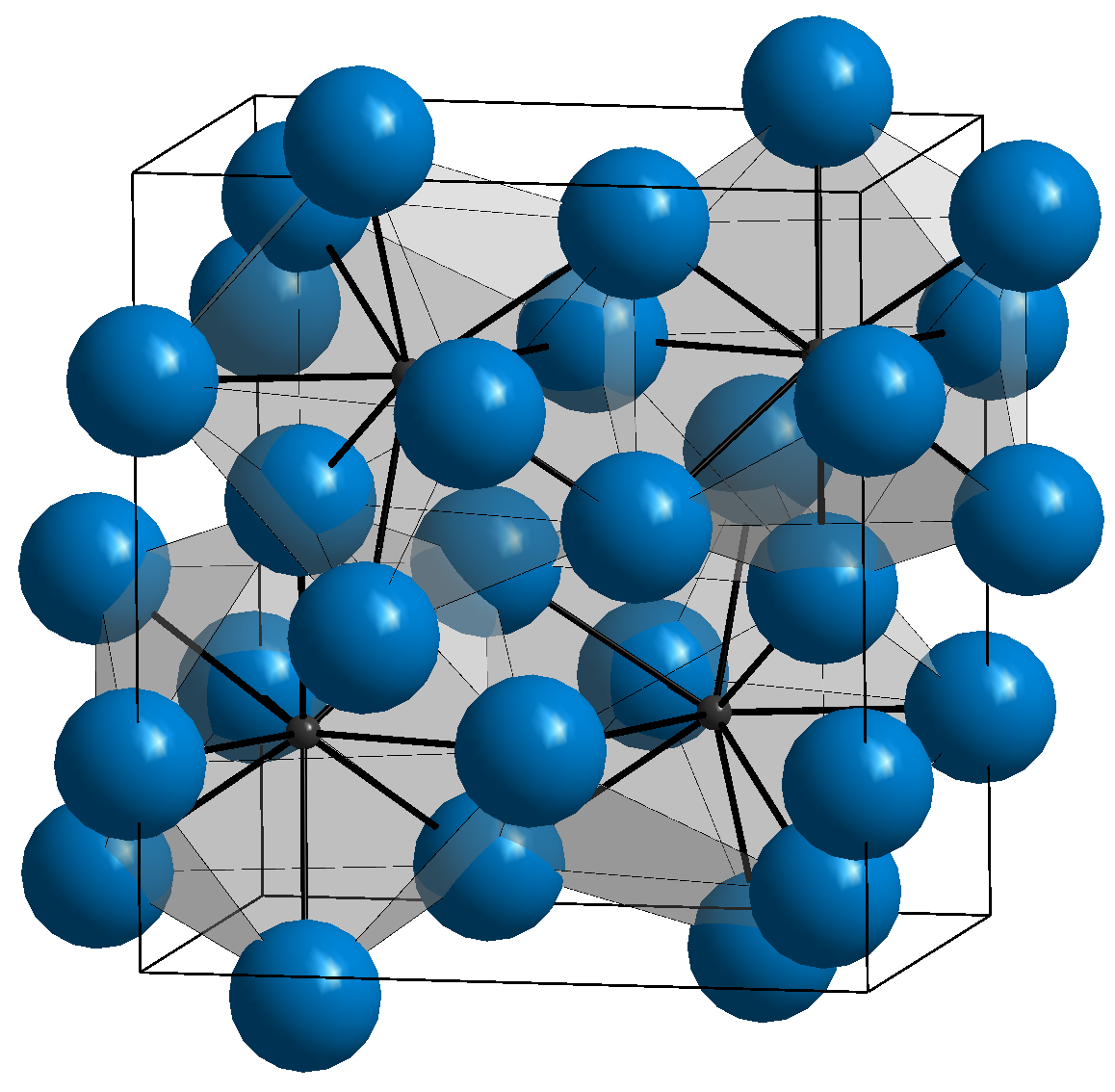

A cementita (português brasileiro) ou cementite (português europeu) ou carboneto de ferro é um composto químico de fórmula química Fe3C e estrutura em forma de cristal ortorrômbico. Contém 6,67% de carbono e 93,33% de ferro. É um material duro e quebradiço e, apesar de ser comumente classificado como cerâmica em sua forma pura, é mais utilizado na metalurgia. É formado diretamente pelo derretimento do ferro fundido branco. Cementita é utilizada muitas vezes em esponjas de aço. 

## Metalurgia
No sistema ferro-carbono (ou seja, aços-carbono simples e ferros fundidos) ela é um constituinte comum pois ferrita pode conter, no máximo, 0,02% de carbono não combinado. Portanto, em aços carbono e ferros fundidos, que são resfriados lentamente, parte dos elementos formam a cementita. Ela é formada diretamente a partir da massa fundida no caso do ferro fundido branco. No aço carbono, ela se constitui de austenita durante o resfriamento ou de martensita durante a têmpera. Uma mistura íntima com ferrita, o outro produto da austenita, forma uma estrutura lamelar chamada perlita.

## Forma pura
Mudanças de cementita ferromagnética para paramagnética à sua temperatura de Curie é de cerca de 480 K.
Um carboneto de ferro natural (que contém pequenas quantidades de níquel e cobalto) ocorre em meteoritos de ferro e é chamado de cohenita em homenagem ao mineralogista alemão Emil Cohen, que o descreveu pela primeira vez.

## Outros carbonetos de ferro
Duas outras formas de carboneto de ferro metaestáveis foram identificados em aço temperado. Carboneto (ε) Épsilon, hexagonais fechados Fe2-3C, precipitados em aços-carbono simples com teor de carbono > 0,2%, revenido a 100-200 °C. Carboneto (ε-) não-estequiométrico dissolve-se acima de ~200 °C, onde carbonetos da cementita de Hägg começam a formar-se. Carboneto de Hägg, monoclínico Fe5C2, precipita em aço ferramenta endurecido temperado em 200-300 °C.